# Cal Melo (l'Albi)
Cal Melo és una obra de l'Albi (Garrigues) inclosa a l'Inventari del Patrimoni Arquitectònic de Catalunya.

## Descripció
És una casa de pedra picada composta d'un pis i glofes. A la façana hi ha elements arquitectònics provinents de l'antic castell de l'Albi com ara una finestra geminada d'època gòtica, que avui es conserva sense la columna central. L'aparell és irregular i la coberta és teula àrab. Actualment es fa servir com a magatzem però resta molt mal conservada.